# 印加内战
印加内战，或称印加王朝战争、印加王位继承战争，亦稱两兄弟之战，是由于前任君主瓦伊纳·卡帕克的意外离世而导致王位继承问题出現，而於1529年在印加帝国爆發的内战，交战双方分别為前任君主瓦伊纳·卡帕克的两个儿子，瓦斯卡尔及阿塔瓦尔帕，最终阿塔瓦尔帕於1532年击败了瓦斯卡尔的军队，赢得胜利。此次内战极大地损害了印加帝国原有的实力，让西班牙入侵者有了可趁之机，在阿塔瓦尔帕赢得内战后不久，印加帝国便被西班牙人所征服，阿塔瓦尔帕也被杀害。
瓦斯卡尔麾下有原先驻扎在库斯科的庞大军队。而阿塔瓦尔帕则使用其父生前下派到帝国北方的军队（因此阿塔瓦尔帕的军队也可以称为北方军）击败了瓦斯卡尔，用事实证明了他自己无论是正统性还是战略与战术都要优于弟弟瓦斯卡尔。

## 背景
1524年-1526年，西班牙人弗朗西斯科·皮萨罗前往南美洲探险并发现了印加帝国。皮萨罗的探险队拥有62名骑兵以及106名步兵。和西班牙人一同来到南美的还有天花病毒，此病毒在印加帝国造成了规模空前的瘟疫。君主瓦伊纳·卡帕克在前往帝国北部巡视时意外感染了此病，并在1527年逝世，其原本指定的继承人尼南·库尤奇也在不久后死于天花。旧主与继承人同时死亡的案例在印加帝国是从未有过的，因此帝国陷入了混乱。 此时，还有两位继承人人选，一位是瓦斯卡尔，另一位是阿塔瓦尔帕。此二人是同父异母的兄弟，但是瓦斯卡尔被认为是正统的，阿塔瓦尔帕被认为是非正统的。瓦斯卡尔对阿塔瓦尔帕有明显的歧视，他认为阿塔瓦尔帕不应该拥有任何一块土地。

## 战争经过

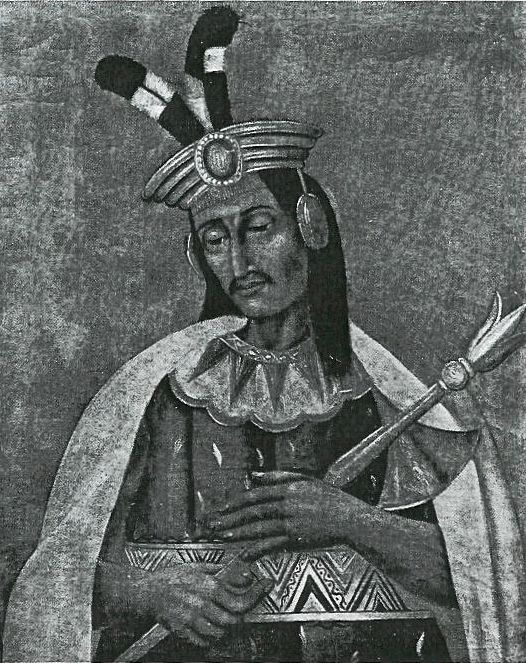
瓦斯卡尔

瓦斯卡尔获得了库斯科的王公贵族们的支持。印加贵族都歧视阿塔瓦尔帕，因为阿塔瓦尔帕的母亲帕查没有印加皇族血统，只是印加北部一位地主的女儿。瓦斯卡尔的父亲是瓦伊纳·卡帕克，母亲是瓦伊纳·卡帕克的妹妹钦查·奥克略，印加人推崇此類近亲婚姻。瓦斯卡尔很快开始像一位正常的君主一样管理国家，并希望所有人，包括阿塔瓦尔帕都能效忠于他。阿塔瓦尔帕派使节前往库斯科，携带大量金银财宝，以表忠心。阿塔瓦尔帕在印加帝国北方很受欢迎，但是对于瓦斯卡尔则相反：瓦斯卡尔极其暴躁，目中无人、不遵守习俗及法律。瓦斯卡尔拒绝了阿塔瓦尔帕的礼品，并将数名信使杀害，强迫使团领袖男扮女装返回。阿塔瓦尔帕得知消息后非常气愤，派军队南下意图活捉瓦斯卡尔。也就在这时，西班牙人来到了印加帝国。
最终，瓦斯卡尔继承了王位。同时，兄弟之间的摩擦不断升级。瓦斯卡尔开始调集军队，准备进攻阿塔瓦尔帕的军队。瓦斯卡尔得知阿塔瓦尔帕的敌对行为后立即宣布阿塔瓦尔帕叛国。印加帝国的三位首席将军查尔库奇马、基斯基斯以及卢米尼亚维曾生活在北方，对阿塔瓦尔帕不持偏见，却对瓦斯卡尔不满，三人于是北上投靠阿塔瓦尔帕。
阿塔瓦尔帕开始在北方城市基多建立政权，瓦斯卡尔得知消息后，立即将军队向北调集，企图阻止阿塔瓦尔帕的行动，重新建立一个统一的印加帝国。瓦斯卡尔的军队得到了当地卡尼亚里人的支持，突袭并占领了图米班巴。猝不及防的阿塔瓦尔帕被俘。瓦斯卡尔的军队将其囚禁，为此他们召开了庆祝大会。大会上，每个人都喝的烂醉，包括守卫。守卫允许一名女人进入看望阿塔瓦尔帕，她暗中用工具挖出洞口，帮助阿塔瓦尔帕脱逃。 阿塔瓦尔帕聚集军队，准备反击。
1531年至1532年间，两军进行了多场战斗。阿塔瓦尔帕逃到安巴托后调集军队南下，与瓦斯卡尔的部队遭遇，战斗爆发，这是第一场大战。阿塔瓦尔帕赢得胜利，并且杀死了指挥官阿托克。阿塔瓦尔帕的军队继续南下。当他们来到卡哈马卡时，阿塔瓦尔帕将军权交给手下，自己则待在卡哈马卡。
随后在邦邦和乔加都爆发了战斗，北方军皆获得胜利。下一场战斗在维尔加山的山坡上，瓦斯卡尔的军队在山顶，藏在石堡之后，拥有地形优势。但令人不解的是，战斗一打响，瓦斯卡尔的一些部队就逃跑了。北方军攻陷了平科斯及安达瓜亚斯两处，继续挺进并击败了守军，越发逼近库斯科。瓦斯卡尔的逃兵到了伊库卡班巴，也被北方军打败。
此数次战役中，北方军都取得胜利。1532年，北方军攻入库斯科。战役的第一日，瓦斯卡尔的守军占上风。瓦斯卡尔翌日再次使用他于图米班巴的偷袭计谋，不料遭到识破而失败。最后，瓦斯卡尔被俘，守军也被瓦解。就在北方军胜利的消息刚刚传到身在卡哈马卡的阿塔瓦尔帕时，西班牙人来到了卡哈马卡。

## 印加帝国的毁灭
阿塔瓦尔帕胜利了，他被当做英雄看待。但是此次内乱让印加帝国的军力大减。西班牙人和阿塔瓦尔帕在卡哈马卡会面，但是不久阿塔瓦尔帕便被俘虏。西班牙人要求印加人在他们的仓库中塞满黄金，但是在印加人照做之后，西班牙人出尔反尔，杀死了阿塔瓦尔帕，印加帝国陷入叛乱和战火中。最终，印加帝国被西班牙人征服，成为了秘鲁总督辖区的一部分。

## 脚注
1. 1 2 3  Hemming, The Conquest, p. 29.
2. ↑  MacQuarrie, The Last Days, p. 50.
3. ↑  Davies, The Incas, p.186
4. ↑  Davies, The Incas, p.186
5. ↑  Davies, The Incas, p.181
6. ↑  D'Altroy, The Incas, p.77
7. ↑  De la Vega, Royal Commentaries of the Incas
8. ↑  Von Hagen The Incas of Pedro, p. 80.
9. ↑  Von Hagen The Inca of Pedro, p. 52.
10. ↑  Hemming, The Conquest, p. 28.
11. ↑  Von Hagen The Incas of Pedro, p. 81.
12. ↑  Cobo, History, p. 164.
13. 1 2  Cobo, History, p. 165.
14. ↑  Prescott, History of the Conquest, p. 336.
15. ↑  The Hispanic American, p. 414.
16. 1 2  Cobo, History, p. 165.
17. 1 2  The Hispanic American, p. 415.
18. ↑  Cobo, History, p. 166.
19. ↑  Cieza de Leon, The Discovery, p. 192.
20. ↑  Kubler,"The Behavior of Atahualpa", p. 418.</

## 书目
- Bauer, Ralph. An Inca Account of the Conquest of Peru. Boulder: University Press of Colorado, 2005.
- Cieza de Leon, Pedro. The Discovery and Conquest of Peru (London: Duke University Press); 1998.
- Cobo, Bernabe. History of the Inca Empire. Trans. Roland Hamilton. Austin, TX: University of Texas Press, 1979, 164-166.
- D'Altroy, Terence. The Incas Malden,MA: Blackwell, 2002.
- Davies, Nigel. The Incas Niwot, CO: University Press of Colorado, 1995.
- de la Vega, Garcilaso. Royal Commentaries of the Incas. Austin: University of Texas Press, 1966.
- Hemming, John. The Conquest of the Inca. New York, NY: Harcourt, Inc., 1970, 28-29.
- Hyams, Edward, George Ordish.The Last of the Incas: The Rise and Fall of an American Empire. New York: Simon and Schuster, 1963.
- Lovell, W. George. "Heavy Shadows and Black Night: Disease and Depopulation in 	Colonial Spanish America." Annals of the Association of America Geographers 82, no. 3 (September, 1992): 426-443.
- MacQuarrie, Kim. The Last Days of the Inca. New York, NY: Simon & Schuster, 2007, 50.
- Means, Philip A. Fall of the Inca Empire. New York: Charles Scribner's Sons. 1932.
- Powers, Karen V. "Andeans and Spaniards in the Contact Zone: A Gendered Collision". American Indian Quarterly 24, no. 4 (Autumn, 2000): 511-536.
- Prescott, William H. History of the Conquest of Peru. Ed. John F. Kirk. Vol. 1. Philadelphia, PN: J. B. Lippincott & Co., 1874, 336.
- Smith, C. T., G. H. S. Bushnell, Henry F. Dobyns, Thomas McCorkle, John V. Murra. "Depopulation of the Central Andes in the 16th Century". Current Anthropology 11, no. 4/5 (October–December, 1970): 453-464.
- The Hispanic American Historical Review, Vol. 25, No. 4 (Nov., 1945). pp. 414–415.
- Von Hagen, Wolfgang, The Incas of Pedro de Cieza de León. Trans. Harriey de Onis. Norman, OK: University of Oklahoma Press, 1959, 52, 80, 81, 251.